# Iluminación en fotografía

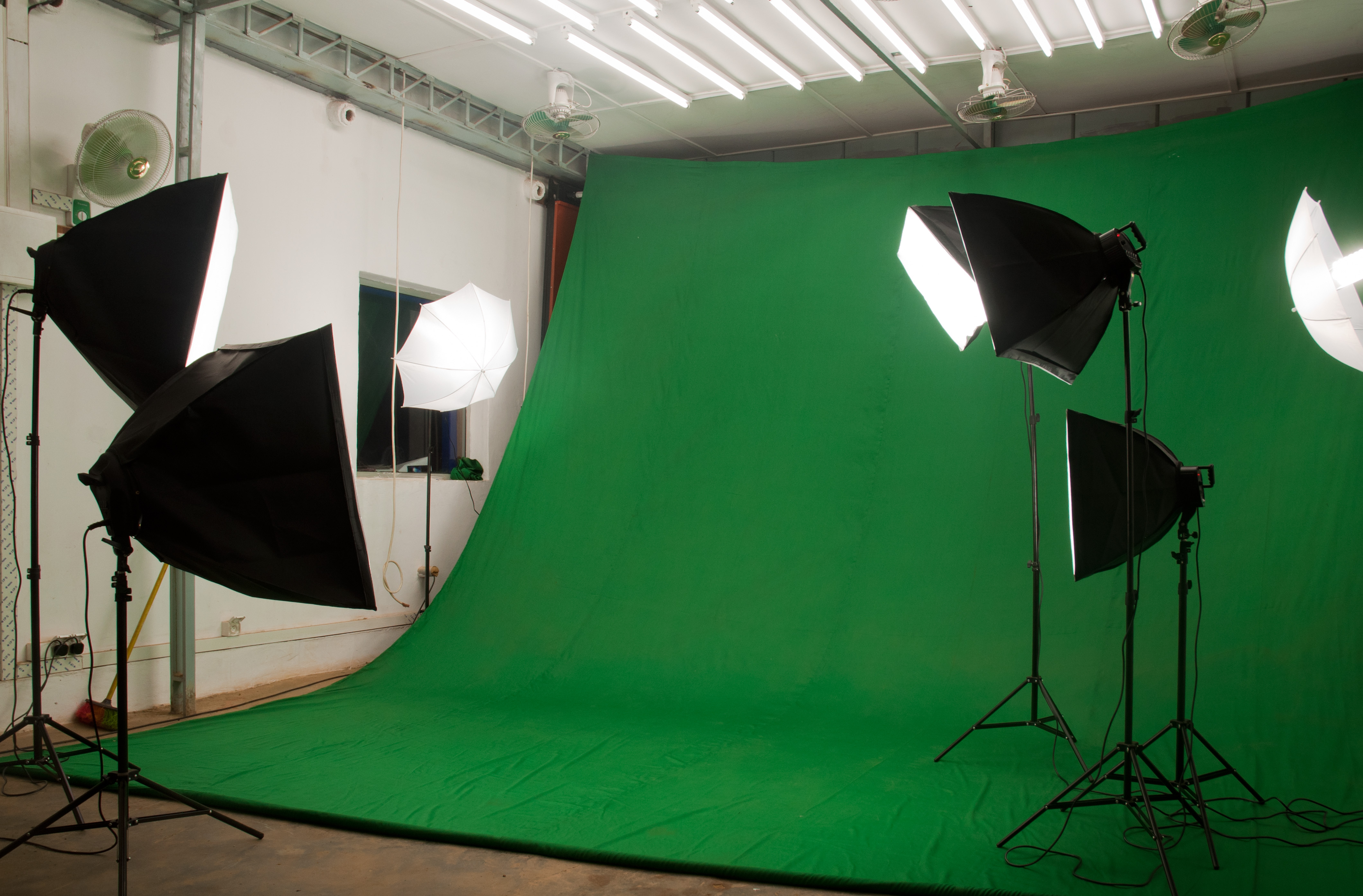
Estudio de fotografía con varios softboxes y fondo croma

La iluminación en fotografía es utilizado para iluminar una escena o sujeto ya sea en fotografía, cine o televisión. La luz es el factor más importante en el arte fotográfico, ya que se vale de ella para ser creada, y su correcto control es determinante para el resultado final.
Consiste en dirigir y rebotar luz hacia un objeto con la intención de que ésta pueda ser registrada por una película, un sensor electrónico CCD o CMOS. La luz resulta fundamental en la fotografía ya que sin ella no es posible plasmar una imagen. Aparte de ser un factor físico imprescindible en el proceso fotográfico, la luz posee una función plástica de expresión y modelado que confiere un significado y un carácter tal, que muchas veces ella sola determina la calidad de una fotografía, aunque esto depende del gusto del fotógrafo y la técnica que emplee.

## Historia
Los primeros flashes consistían en una cantidad de polvo de magnesio, mezclado con clorato potásico, cuya ignición se provocaba manualmente. Su primer uso data de 1864, pero su precio prohibitivo le impidió generalizarse hasta pasada una década. En 1880 se usó la mezcla de polvo de magnesio con un agente oxidante como el clorato potásico. El carácter explosivo del mismo hacía peligroso su uso.
En 1930 los flashes de lámpara o flashes de bombilla sustituyeron al polvo de magnesio. Eran bombillas de un solo uso que encerraban herméticamente un largo filamento de magnesio en una atmósfera de oxígeno. Su ignición se provocaba eléctricamente con el accionamiento del obturador de la cámara. Para evitar que estallasen, la presión del oxígeno de su interior era inferior a 1 atmósfera. Posteriormente, el zirconio sustituyó al magnesio para producir destellos más brillantes. Llegaron a popularizarse agrupaciones de 4 lámparas (el llamado cuboflash) y de unas 10 (el Flipflash).
En la actualidad las unidades de flash electrónico están constituidas por lámparas de xenón. Un flash electrónico contiene un tubo lleno de gas xenón, en el que una descarga eléctrica de alto voltaje genera un arco que emite un destello luminoso con una duración del orden de milésimas de segundo. La mayoría de cámaras destinadas al consumidor los incorporan.
Los ledes, aunque aún no alcanzan los niveles de potencia para reemplazar a los flashes de xenón de las cámaras de consumo, ya han sido usados en las cámaras de teléfonos móviles.

## La luz
La luz es la parte de la radiación electromagnética que puede ser percibida por el ojo humano. Es un elemento imprescindible en la fotografía; de hecho la propia palabra etimológicamente proviene de φως (phōs, «luz» en griego). Para cuantificar y cualificar la luz, los usuarios de fotografía deben tener en cuenta que la propagación de la luz se mide según la amplitud y la longitud de la onda (la primera condiciona la intensidad y la segunda el color) y el ángulo de polarización (condiciona la direccionalidad).
Las propiedades ópticas de la luz son la transmisión, la refracción, la absorción, la reflexión y la difracción.

### La sombra

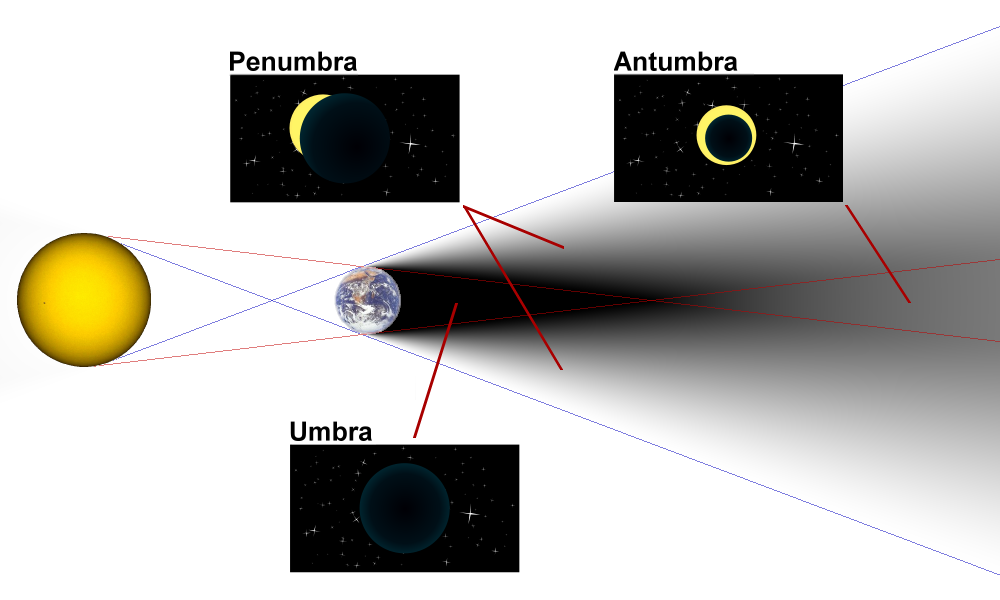
Esquema sobre cómo se crea la penumbra, la antiumbra y la sombra.

La sombra es aquella zona de la fotografía donde la luz presente no pudo llegar o que solo pudo llegar parcialmente. La sombra suele aparecer cuando los rayos de luz de una fuente luminosa inciden sobre un objeto y este proyecta su forma en el sentido contrario del que proviene la luz. La sombra que forma un objeto opaco se puede dividir en tres zonas bien diferenciadas según la física: la umbra, que es la parte más oscura y recóndita de una sombra, donde la fuente de luz es completamente bloqueada. Desde el punto de vista visual, representa la tonalidad más oscura de la sombra. La penumbra, que es la región en la cual solo una porción de la fuente de luz es ocultada por el cuerpo de oclusión, y la antumbra, donde es posible observar la fuente de luz rodeando al cuerpo opaco (eclipse anular).
En la fotografía, las sombras son utilizadas para crear un efecto dramático. En la fotografía de retrato y de detalle, las sombras dan volumen al sujeto fotografiado, mientras que una luz total sin sombras tiende a resultar en un cuerpo plano. Este efecto es mejor apreciado en sombras con una amplia escala de tonalidades del gris; cuanta más gradación del gris, más voluminoso. La fotografía de una sombra puede sugerir el objeto sin éste aparecer en la foto, solo la silueta de su sombra. Muchos artistas contemporáneos utilizan este efecto, como el galardonado fotógrafo americano Ray Metzker.
Otra aplicación de las sombras en la fotografía es el juego con siluetas, cuando el objeto se coloca a contraluz. Esta técnica se usa ampliamente en la fotografía de paisaje. Cuando se fotografía la luz atravesando objetos como ramas de un árbol o nubes, es posible ver rayos crepusculares. En la religión cristiana éstos se identifican con Dios. Los montajes en posproducción con Photoshop se utilizan para hacer que la sombra sea «independiente» al objeto.
En el cine de terror, las sombras son utilizadas para provocar misterio o tensión, como la silueta de las ramas de un árbol entrando por la ventana o reflejo de un coche en el techo de la habitación.

## Fuentes de luz

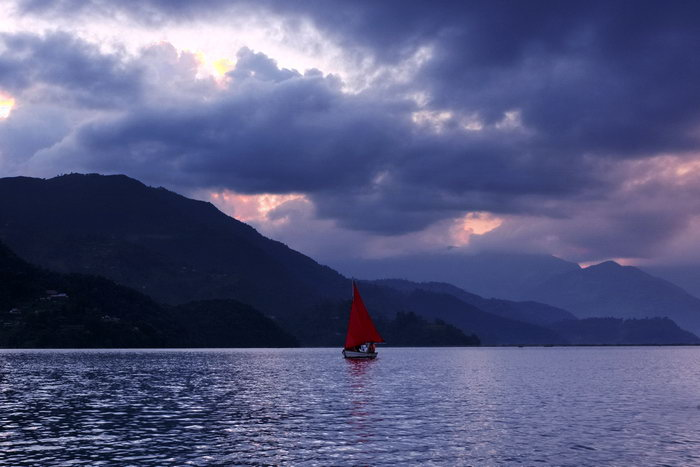
Lago de Pokhara, Nepal. Las nubes impiden el paso de la luz solar.

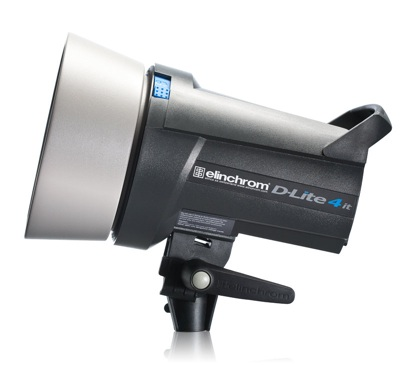
Vista lateral de la cabeza de un foco de luz

## Equipamiento

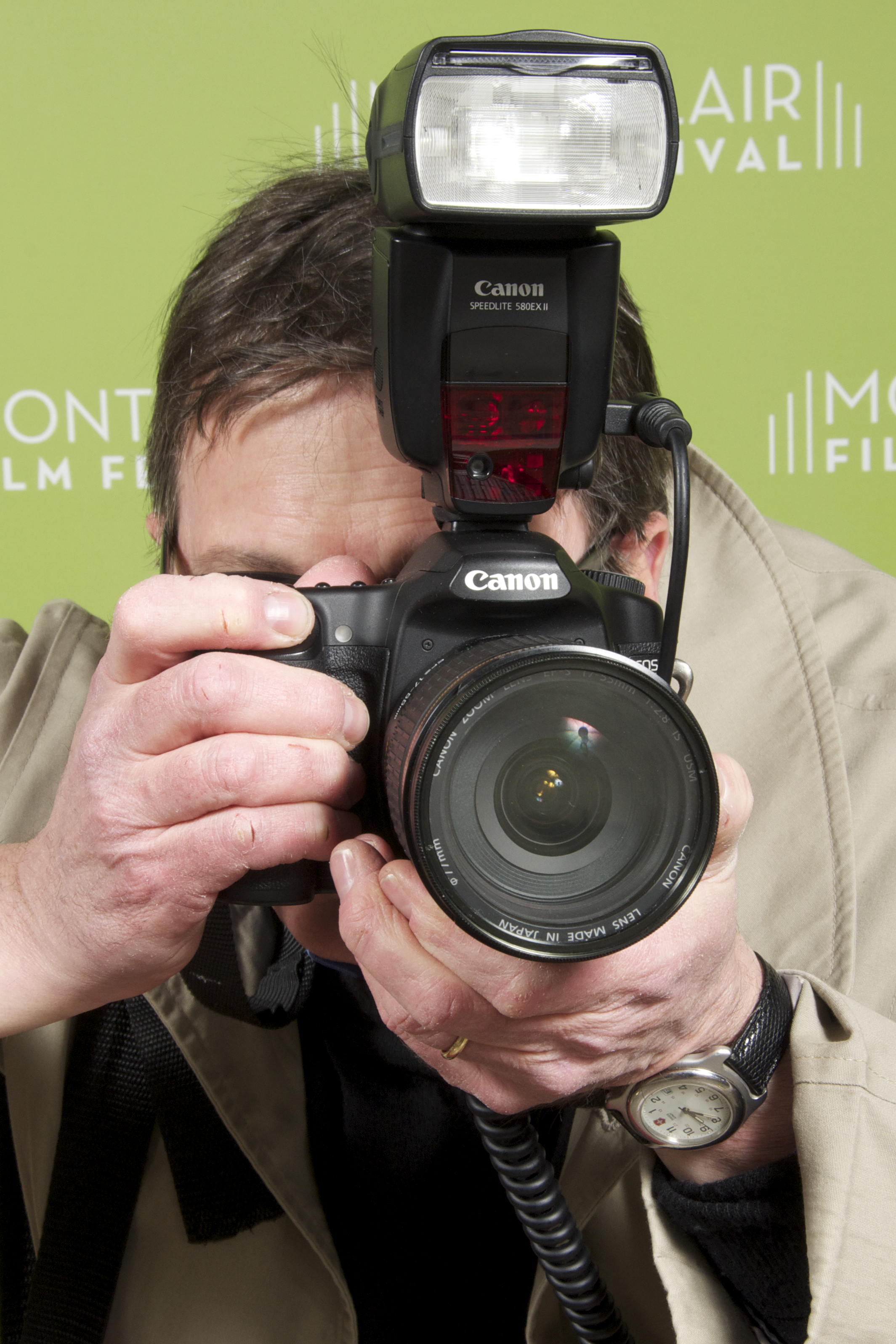
Flash externo Canon Speedlite 580EX II, sobre una cámara réflex digital.

### Flash

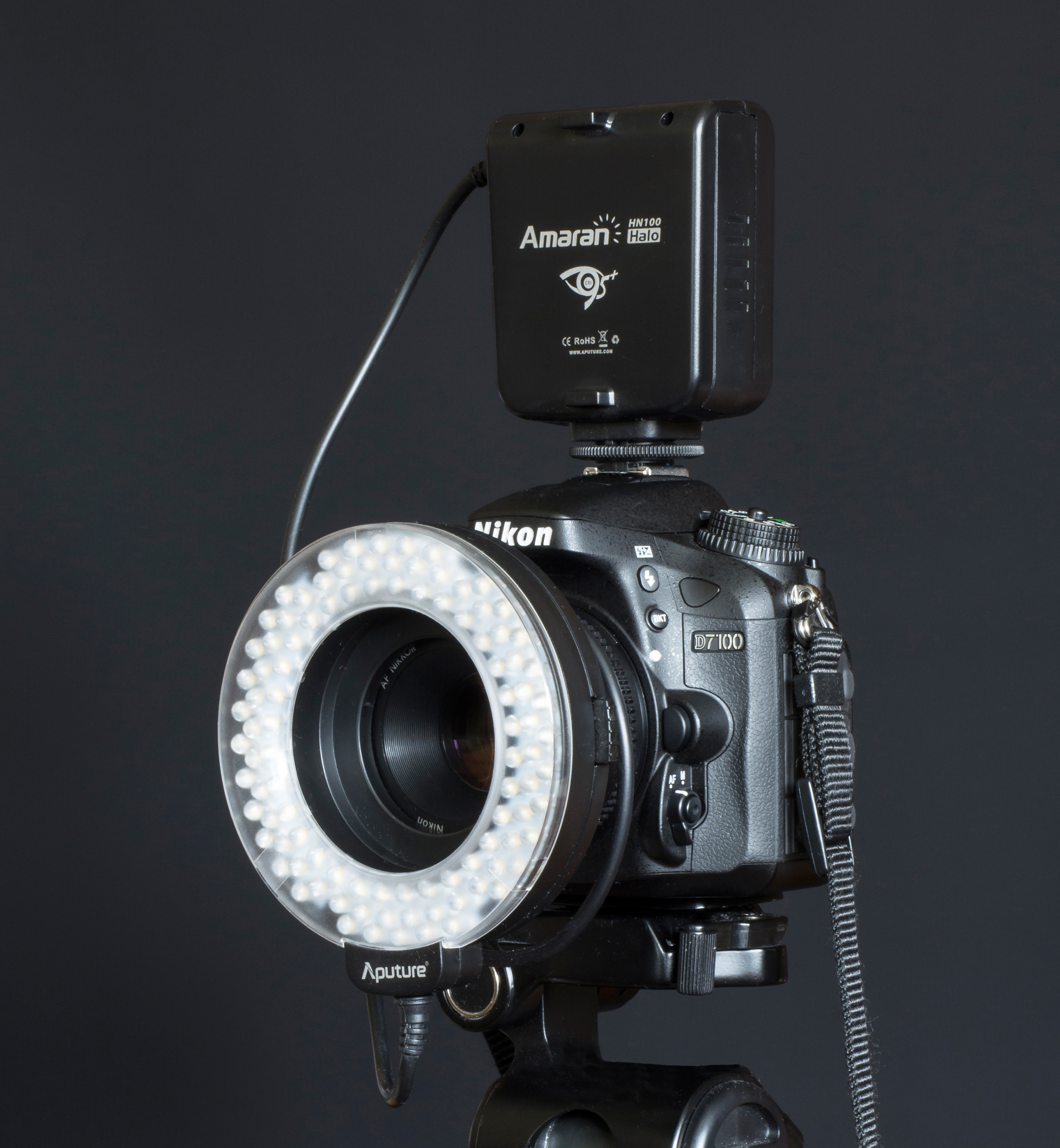
Flash anular Amaran Apunture sobre una cámara réflex digital.

### Difusión

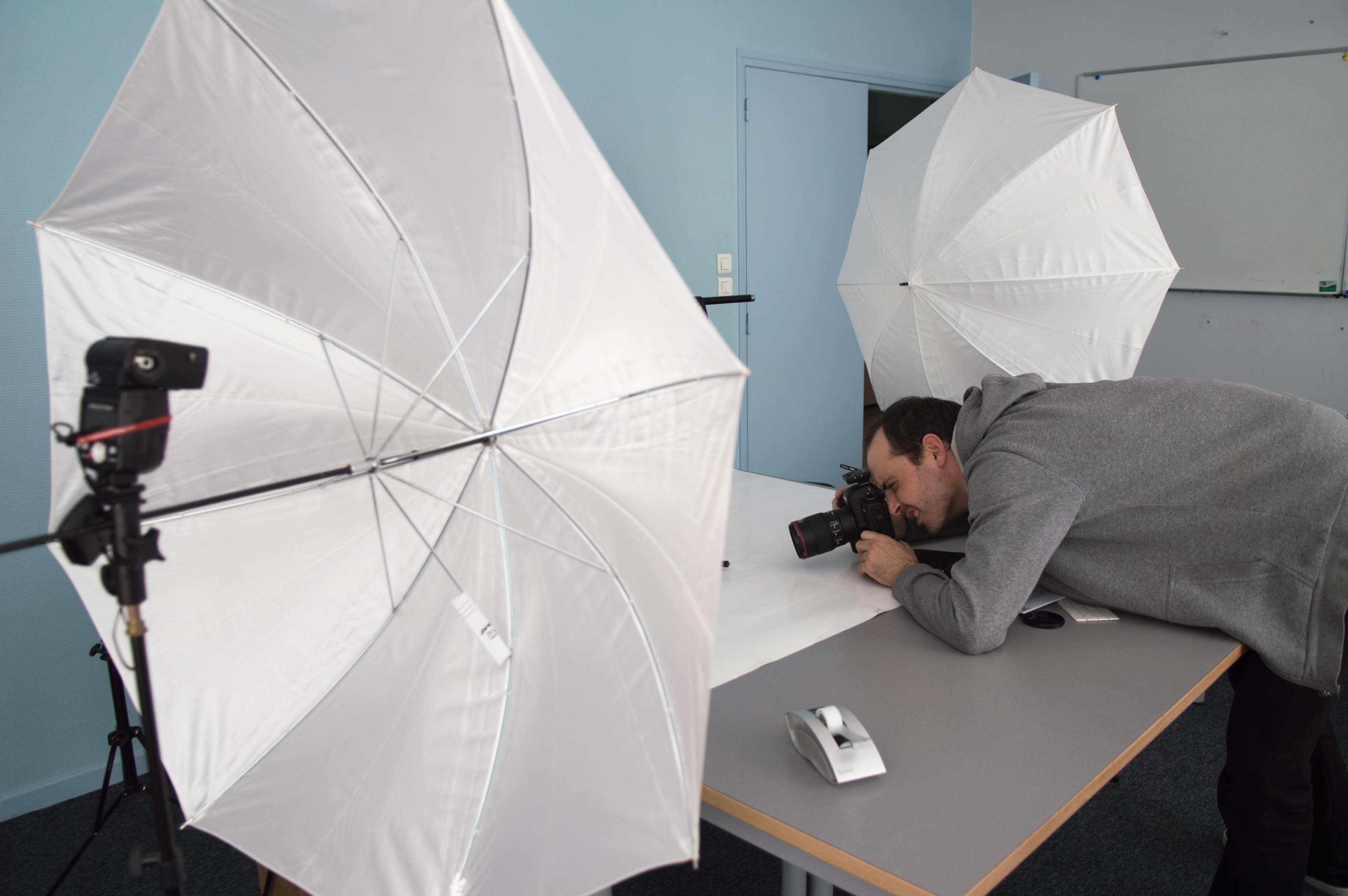
Paraguas difusores de luz

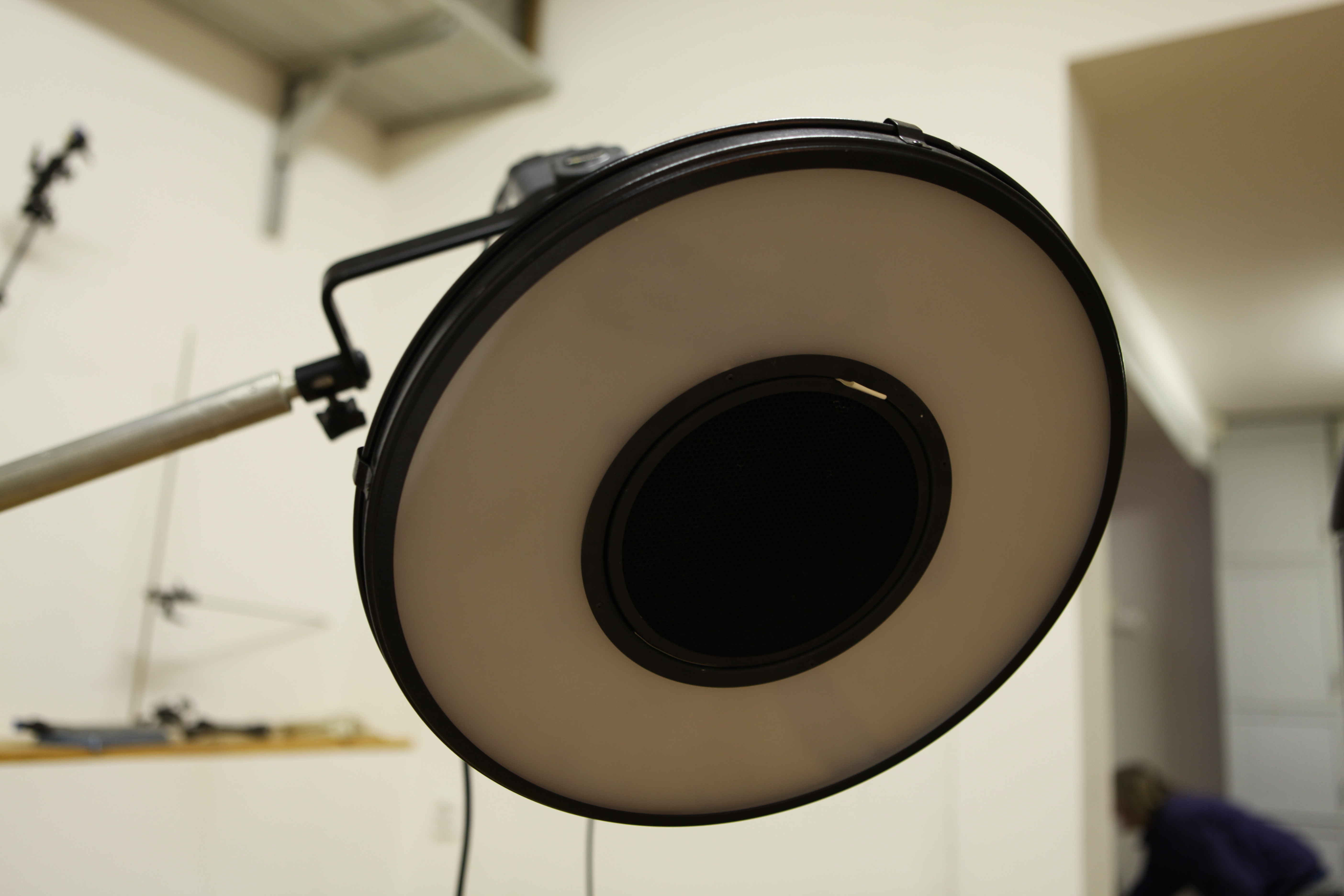
Difuminador de panal de abeja

### Color

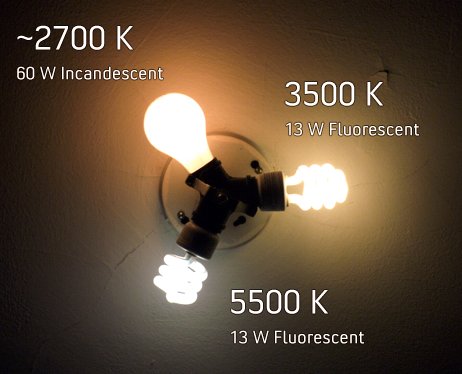
Comparación de la temperatura de color de una bombilla incandescente (2700 k) y dos fluorescentes (3500 k y 5500 k)

### Direccionalidad

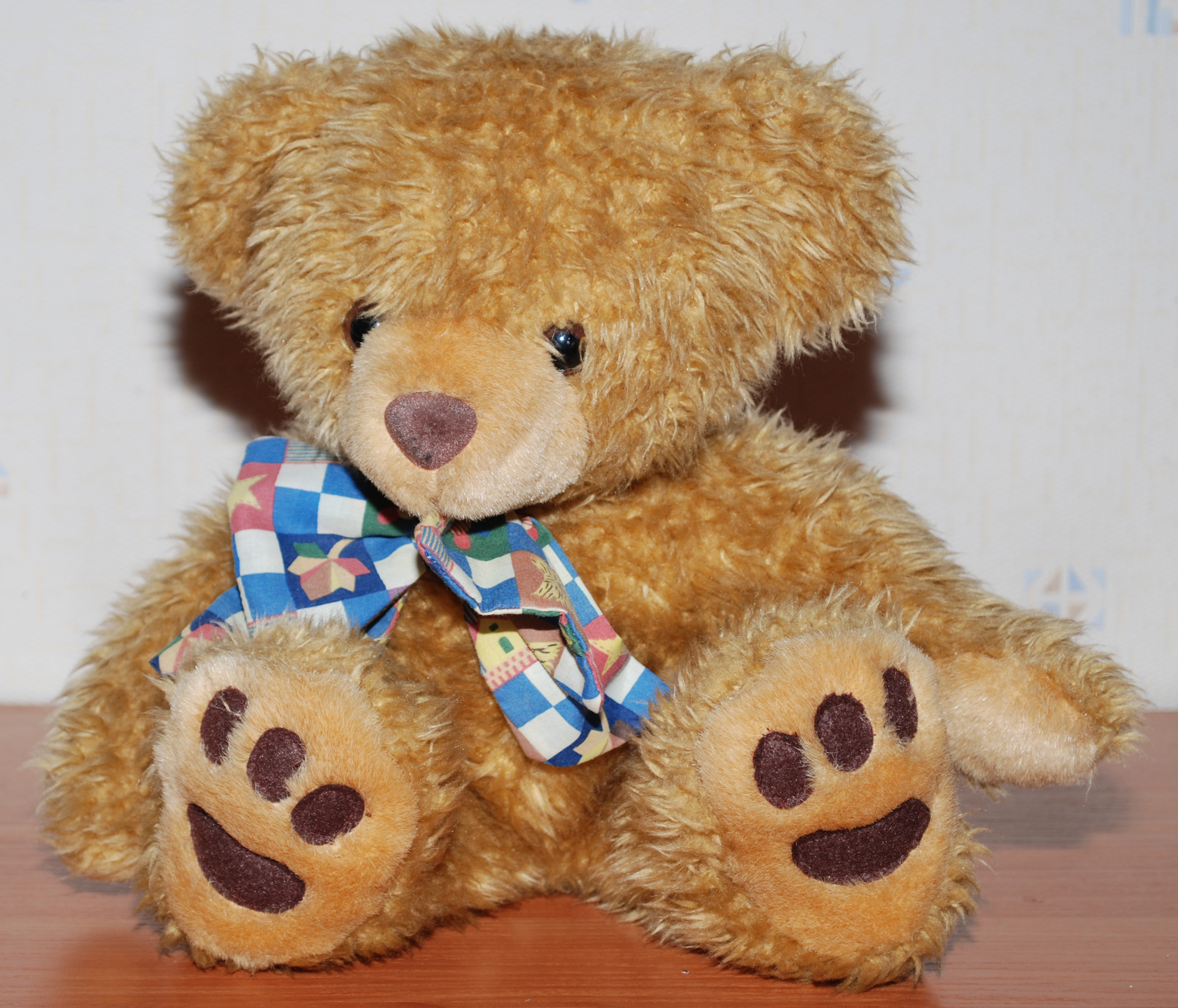
Iluminación frontal con flash

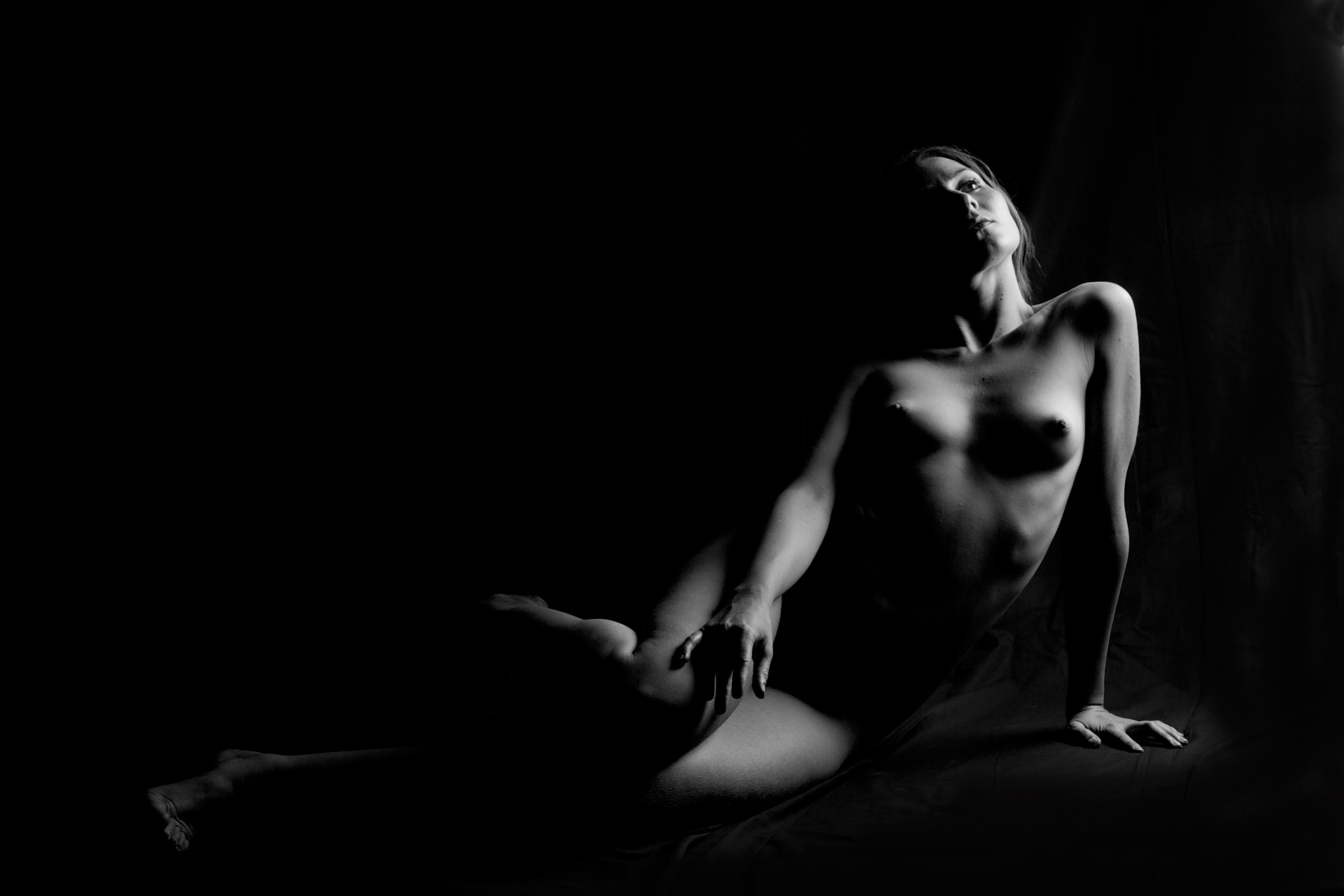
Iluminación lateral

### Escala de realismo

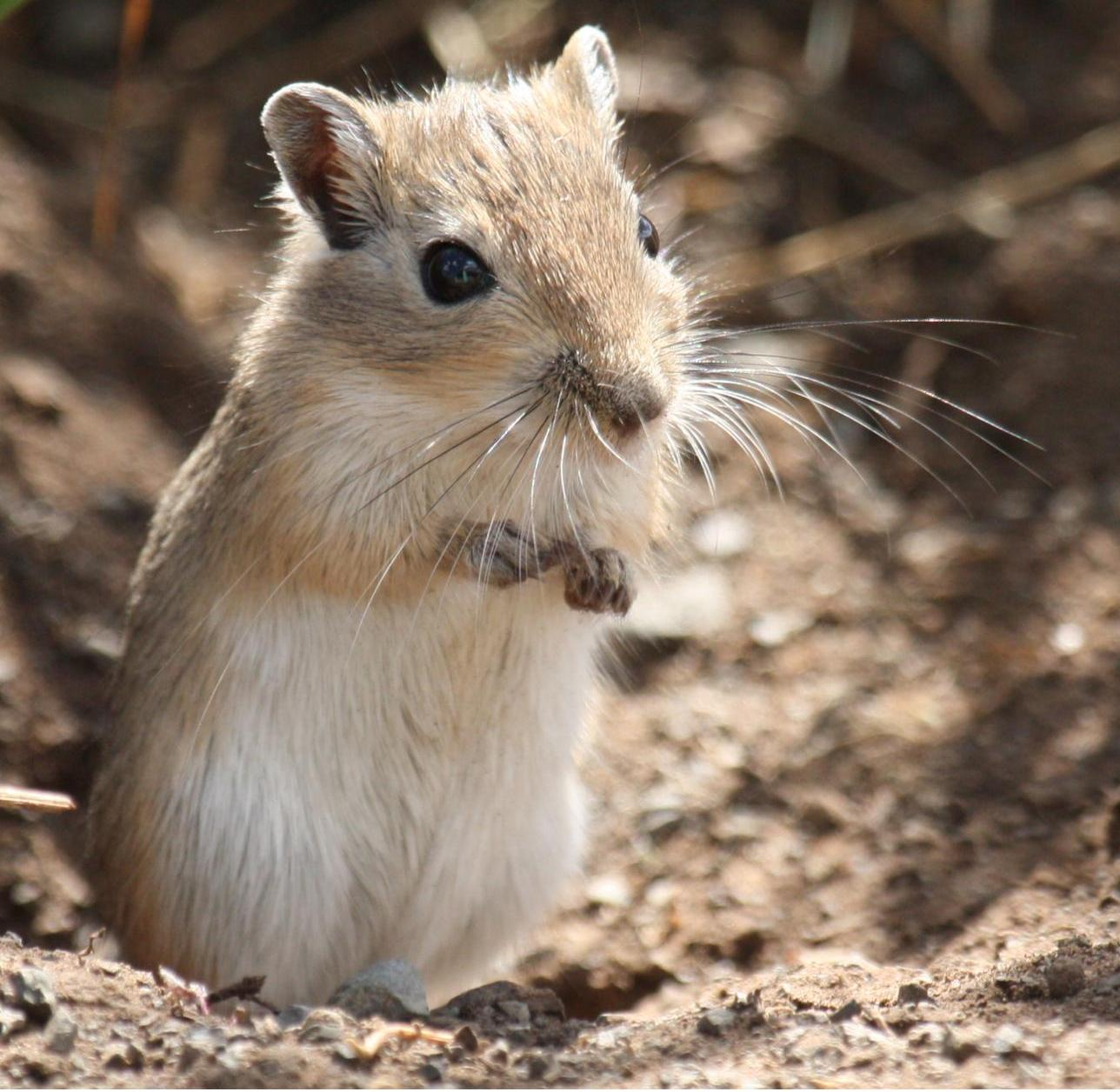
Iluminación natural
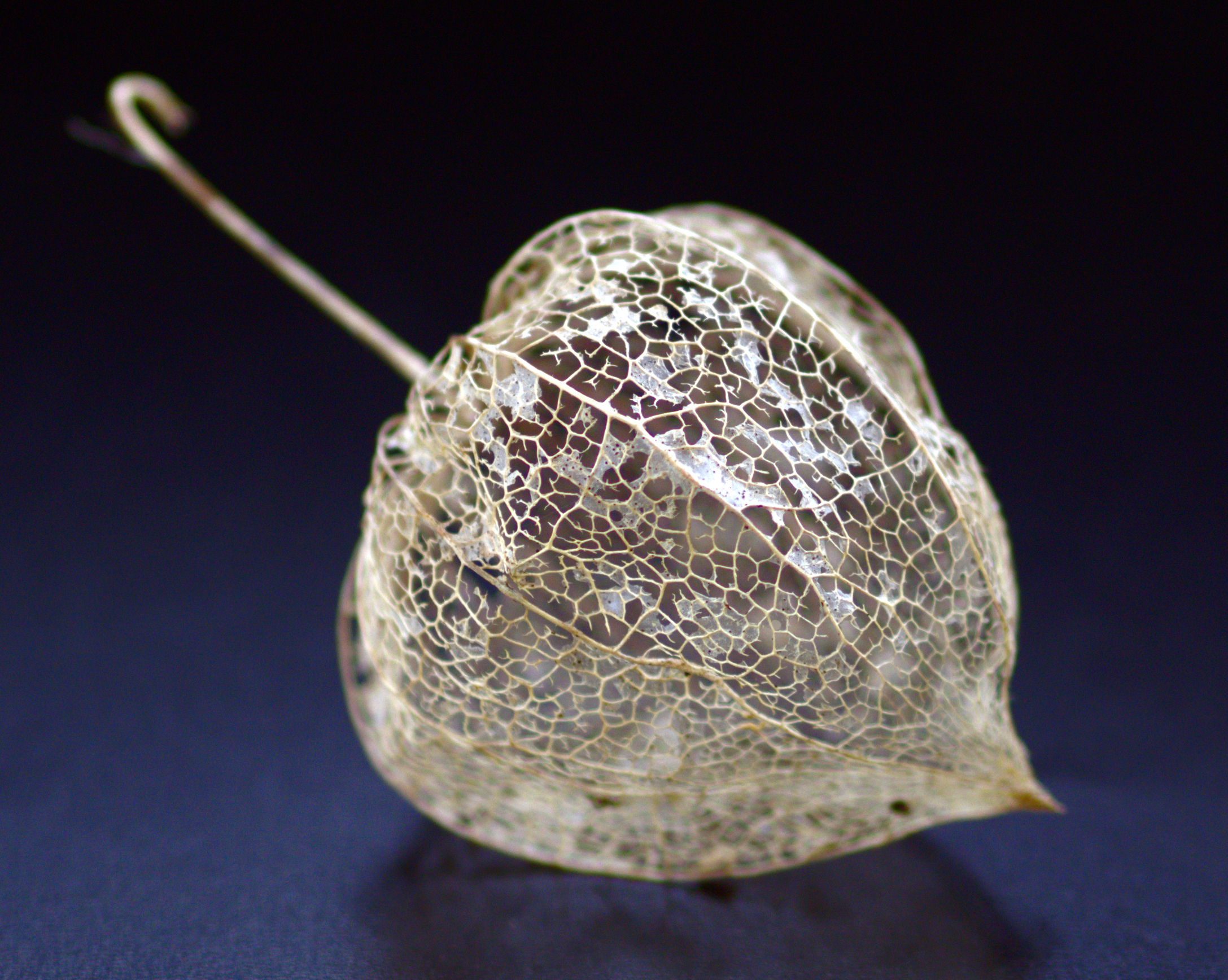
Iluminación naturista
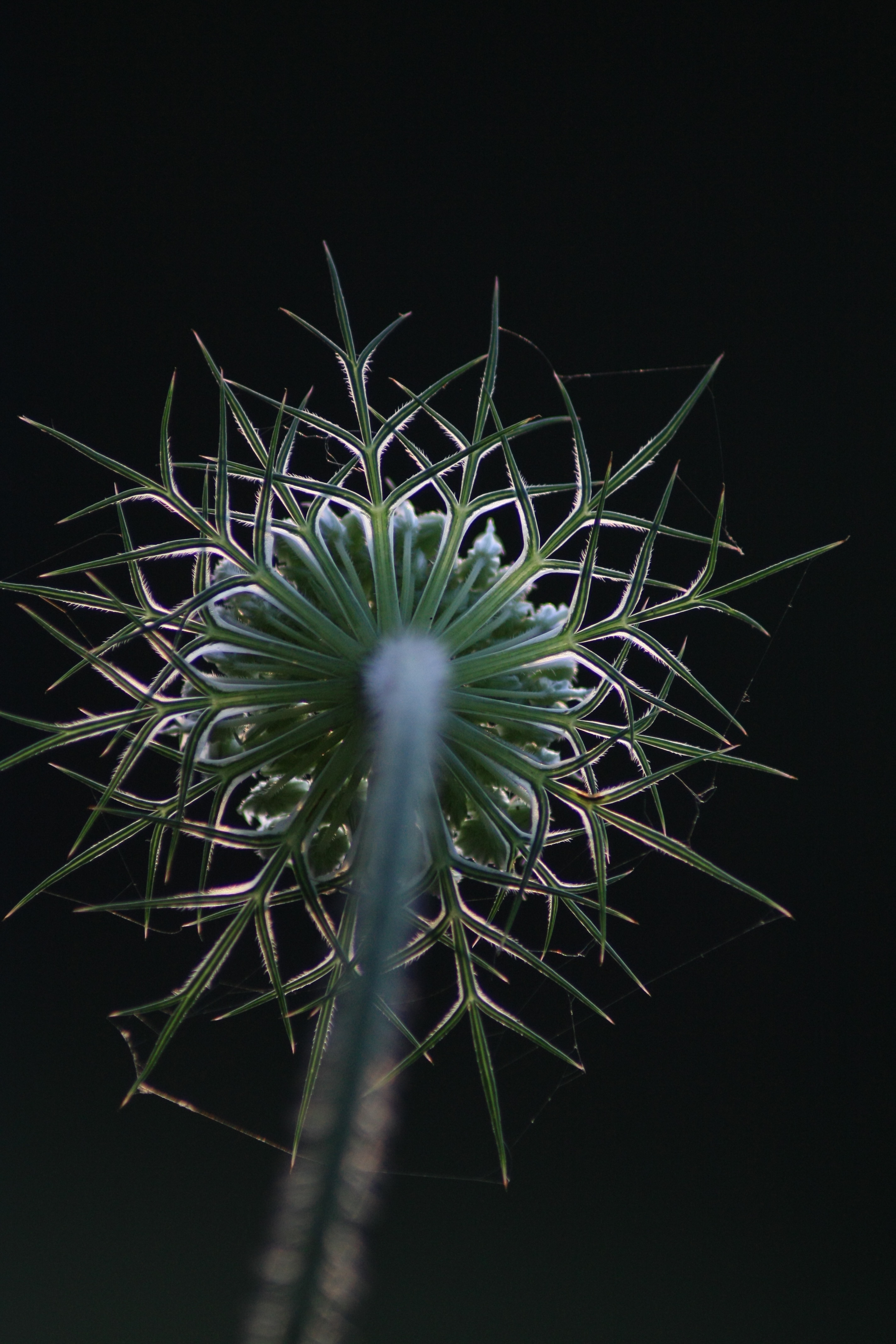
Iluminación abstracta
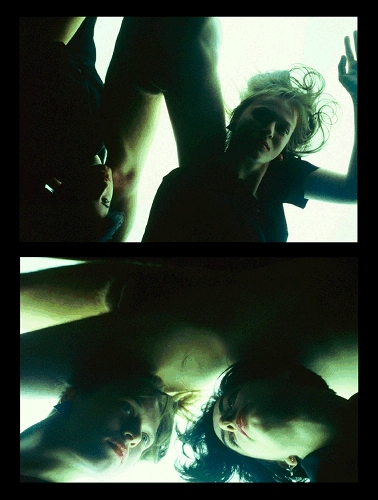
Iluminación irreal